# Gauliga Berlin-Brandenburg 1933/34
Die Gauliga Berlin-Brandenburg 1933/34 war die erste Spielzeit der Gauliga Berlin-Brandenburg im Fußball. Der 1. Spieltag wurde am 10. September 1933, die letzten Nachholspiele am 18. März 1934 ausgetragen. Die Meisterschaft sicherte sich der BFC Viktoria 89 vor der Mannschaft von Hertha BSC. Viktoria qualifizierte sich für die Endrunde um die deutsche Meisterschaft und schied dort erst im Halbfinale gegen den 1. FC Nürnberg aus. Am Saisonende mussten der BV 06 Luckenwalde, Wacker 04 Berlin und der SV Cottbus-Süd absteigen.

## Teilnehmer
Für die erste Austragung der Gauliga Berlin-Brandenburg qualifizierten sich folgende Mannschaften:
- die sechs besten Teams aus der Staffel A der Berliner Fußballmeisterschaft 1932/33:
  -  BFC Viktoria 1889
  -  Tennis Borussia Berlin
  -  Spandauer SV
  -  Wacker 04 Tegel
  -  Blau-Weiß 90 Berlin
  -  SC Union Oberschöneweide
- die fünf besten Teams aus der Staffel B der Fußballmeisterschaft des Berliner Fußballmeisterschaft 1932/33:
  -  Hertha BSC
  -  VfB Pankow
  -  SC Minerva 93
  -  BV 06 Luckenwalde
  -  Berliner SV 92
- der Niederlausitzer Meister des SOFV aus der Saison 1932/33:
  - SV Cottbus-Süd (Fusion aus dem Erstplatzierten Cottbuser FV 1898 und CSC/Friesen Cottbus)

## Abschlusstabelle
| Pl. | Verein                   | Sp. | S  | U | N  | Tore    | Quote | Punkte |
| --- | ------------------------ | --- | -- | - | -- | ------- | ----- | ------ |
| 1.  | BFC Viktoria 1889        | 22  | 15 | 3 | 4  | 065:320 | 2,03  | 33:11  |
| 2.  | Hertha BSC               | 22  | 13 | 4 | 5  | 077:410 | 1,88  | 30:14  |
| 3.  | Tennis Borussia Berlin   | 22  | 12 | 4 | 6  | 067:440 | 1,52  | 28:16  |
| 4.  | Blau-Weiß 90 Berlin      | 22  | 11 | 3 | 8  | 057:490 | 1,16  | 25:19  |
| 5.  | Berliner SV 92           | 22  | 9  | 5 | 8  | 051:460 | 1,11  | 23:21  |
| 6.  | SC Minerva 93            | 22  | 10 | 3 | 9  | 052:520 | 1,00  | 23:21  |
| 7.  | SC Union Oberschöneweide | 22  | 8  | 6 | 8  | 039:480 | 0,81  | 22:22  |
| 8.  | Spandauer SV             | 22  | 8  | 5 | 9  | 043:480 | 0,90  | 21:23  |
| 9.  | VfB Pankow               | 22  | 8  | 2 | 12 | 040:400 | 1,00  | 18:26  |
| 10. | BV 06 Luckenwalde        | 22  | 7  | 3 | 12 | 048:710 | 0,68  | 17:27  |
| 11. | Wacker 04 Berlin         | 22  | 7  | 2 | 13 | 045:590 | 0,76  | 16:28  |
| 12. | SV Cottbus-Süd           | 22  | 2  | 4 | 16 | 024:780 | 0,31  | 08:36  |

## Aufstiegsspiele
|                                                                         | Gesamt |                                                                          | Hinspiel | Rückspiel | 3. Spiel |
| ----------------------------------------------------------------------- | ------ | ------------------------------------------------------------------------ | -------- | --------- | -------- |
| Polizei SV Berlin (Gruppensieger Bezirksklasse Berlin-Potsdam Ost)      | 6:2    | Spandauer BC (Gruppensieger Bezirksklasse Berlin-Potsdam West)           | 2:0      | 0:2       | 4:0      |
| 1. FC Guben (Gruppensieger Bezirksklasse Frankfurt (Oder)-Lausitz Nord) | 8:6    | FC 1901 Forst (Gruppensieger Bezirksklasse Frankfurt (Oder)-Lausitz Süd) | 3:0      | 1:4       | 4:2      |